# Стефан III (Бавария)
Стефан III (на немски: Stephan III.; Stephan der Kneißel, Stephan der Prächtige; * 1337; † 25 септември 1413, манастир Нидершьоненфелд) от династията на Вителсбахите, e от 1375 г. херцог на Бавария и след подялбата на земята от 1392 г. – херцог на Бавария-Инголщат.

## Живот
Той е най-големият син на Стефан II, херцог на Бавария, и на първата му съпруга Елизабета Сицилийска (1309 – 1349), дъщеря на Федериго II Сицилийски, крал на Сицилия. Брат е на Фридрих, Йохан II и Агнес, която се омъжва за Якоб I (крал на Кипър, Йерусалим и Армения 1382 – 1398). Стефан III е най-големият внук на император Лудвиг IV Баварски († 1347).
След смъртта на Стефан II през 1375 г. тримата му сина управляват първо заедно, по-късно през 1392 г. разделят територията на Стефан на линиите Бавария-Мюнхен, Бавария-Ландсхут и Бавария-Инголщат. Те не успяват да си върнат обратно Тирол.
Стефан III се сгодява в Милано на 12 август 1365 и през 1367 г. се жени за Тадеа Висконти (1350 – 1381), дъщеря на Бернабо Висконти и Беатриче Реджина дела Скала. Тадеа има зестра от 100 000 гулдена. С нея има син херцог Лудвиг VII (1368 – 1447) и дъщеря Изабела Баварска (1370 – 1435), която 1385 г. се омъжва за Карл VI Безумни, краля на Франция. Освен това Стефан III има извънбрачен син Йохан от Моозбург, който става епископ на Регенсбург (1384 – 1409).
Стефан III се жени за втори път на 17 януари 1401 г. в Кьолн за Елизабет фон Клеве (* ок. 1378, † сл. 1439), дъщеря на граф Адолф III фон Марк, вдовица на Рейнолд от Валкенбург. Бракът е бездетен.